# ادانی
ادانی (به انگلیسی: Adoni) یک منطقهٔ مسکونی در هند است که در آندرا پرادش واقع شده‌است.

## خصوصیات
ادانی ۳۲٫۲ کیلومترمربع مساحت و ۲۷۰٬۷۷۱ نفر جمعیت دارد و ۴۳۵ متر بالاتر از سطح دریا واقع شده‌است.